# Francisco Yllescas Barreiro
Francisco Yllescas Barreiro  (* 17. April 1901 in Bahía de Caráquez, Provinz Manabí; † 12. Juli 1963) war ein ecuadorianischer Diplomat.

## Leben
Francisco Yllescas Barreiro war das vierte von sechs Kindern eines Kaufmanns aus Guayaquil, Eigentümer einer kleinen Finca in Manabí. Als das Vermögen des Vaters 1916 verloren ging, begann Francisco Yllescas Barreiro zu arbeiten und konnte ab 1919 die Familie unterstützen. Er wurde Bachillerato auf dem Colegio Vicente Rocafuerte und studierte Rechtswissenschaft und Master der Sozialwissenschaft an der Universidad de Guayaquil. 1921 wurde er Vorsitzender einer studentischen Vereinigung und 1927 zum Doktor promoviert.
Er arbeitete als Rechtsanwalt und Unternehmer. 1928 war er Mitglied der verfassungsgebenden Versammlung (Constitucionalismo ecuatoriano). Francisco Yllescas Barreiro heiratete 1933 María Mercedes Ycaza Pareja in Paris, wo diese im Haushalt von Coco Chanel arbeitete. Ihr Sohn ist der Journalist Francisco Yllescas Ycaza.
Zur Erdölförderung auf der Santa Elena Peninsula beauftragte er anfangs die Anglo-Ecuadorian Oil Co. und gründete die Petrópolis Oil und die Carolina Oil. 1943 war er Vizepräsident des Instituto Sudamericano del Petróleo, Geschäftsführer der Petrópolis Oil Co., Carolina Oil Co. und der Petrolera Ecuatoriana.
Am 10. Januar 1946 leitete die ecuadorianische Delegation bei der ersten Vollversammlung der Vereinten Nationen in London. Am 20. Dezember 1947 stellte er als Botschafter in Washington, D.C. Visa für Thor Heyerdahl und Herman Watzinger aus.
1952 gründete er mit britischer Finanzierung die Harinas del Ecuador eine Industriemühle am Río Guayas in Guayaquil mit einer Jahresproduktion von 30.000 Tonnen und gründete die Panificadora Nacional, eine Industriebäckerei. Er propagierte Ernährungssouveränität und initiierte eine Kampagne gegen Mehl- und Weizenimporte.
Er erwarb die Kinos Edén sowie Olmedo und die Tageszeitung Diario Ecuador in Quito, die sein Neffe Eduardo Borja Yllescas leitete.